# Hydroporus sibiricus
Hydroporus sibiricus är en skalbaggsart som beskrevs av J. Sahlberg 1880. Hydroporus sibiricus ingår i släktet Hydroporus och familjen dykare. Inga underarter finns listade i Catalogue of Life.